# St. Franziskus Xaverius (Obereip)

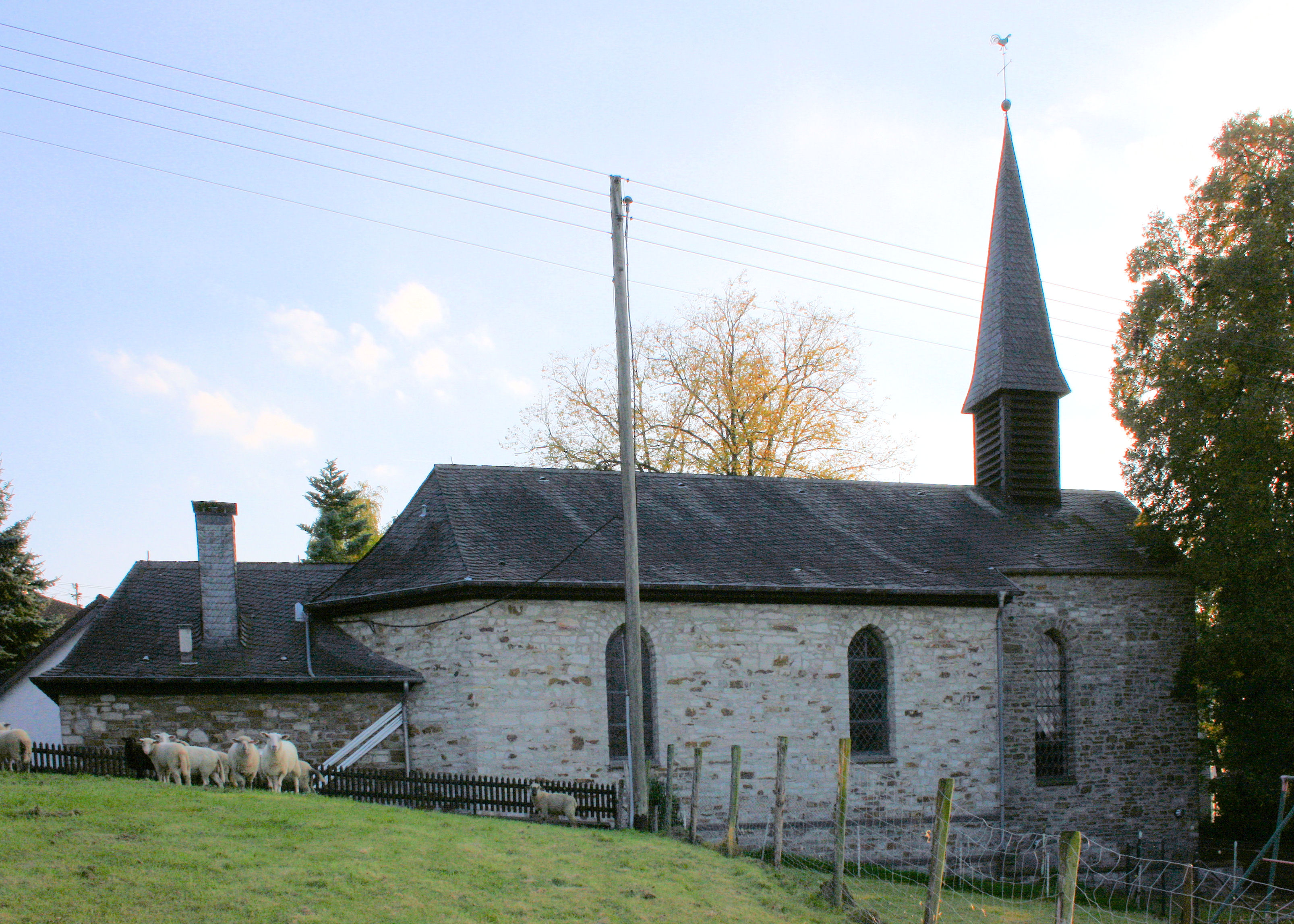
Kapelle Sankt Franziskus Xaverius

Die römisch-katholische Filialkirche St. Franziskus Xaverius ist ein Kirchengebäude im Ortsteil Obereip der Gemeinde Eitorf im Rhein-Sieg-Kreis in Nordrhein-Westfalen.

## Geschichte
Nach dem Abriss der baufälligen Vorgängerkapelle 1829 begann 1830 der Bau der neuen Kirche, die am 3. Dezember 1833, dem Fest des Franz Xaver geweiht wurde. Mit dem ersten Priester wurde 1864 der Neupriester Rektor Schmitz erster Obereiper Rektor. Im Jahre 1955 wurde östlich an die Kirche eine Sakristei angebaut und 1962 mit der Erweiterung der Kirche begonnen, die zwei Jahre später abgeschlossen wurde. Im Jahr 2012 erfolgte eine grundlegende Sanierung der Kirche. Am Tag des hl. Franziskus-Xaverius wurde die Kirche nach fünfmonatiger Bauzeit feierlich wiedereröffnet. Am 25. Mai 2013 konsekrierte der Kölner Erzbischof Joachim Kardinal Meisner in einem festlichen Pontifikalamt einen neuen Altar, der einen provisorischen Holzaltar aus den 1960er Jahren ersetzte. Die St.-Franziskus-Xaverius-Kirche ist heute eine Filialkirche der Kirchengemeinde St. Patricius (Eitorf).

## Glocken
Im Turm der St.-Franziskus-Xaverius-Kirche läuten zwei Glocken, die 1956 von der Glockengießerei Feldmann & Marschel gegossen wurden. Christkönig hat einen Durchmesser von 465 mm und den Schlagton gis, Maria hat einen Durchmesser von 382 mm und den Schlagton h.
Eine Vorgängerglocke aus dem Jahr 1883 stammte von der Glockengießerei Claren in Sieglar.

## Orgel
Die Orgel wurde von Orgelbau Romanus Seifert & Sohn aus Kevelaer gebaut. Das Instrument ist baugleich mit der Orgel in der stillgelegten Filialkirche St. Josef im Ortsteil Harmonie. Die Orgel verfügt über sechs Register auf einem Manual und Pedal und hat folgende Disposition.
| I Hauptwerk C– |    |
| 1. Holzgedackt | 8′ |
| 2. Rohrflöte   | 4′ |
| 3. Prinzipal   | 4′ |
| 4. Feldflöte   | 2′ |
| 5. Mixtur IV   |    |

| Pedal C– |         |     |
| 6.       | Subbass | 16′ |

- Koppel: I/P